# Генерал коњице
Генерал коњице (рус. генерал от кавалерии) је био војни чин II класе у Табели рангова Руске Империје. Давао се генералима коњичког рода.
Чин је увео император Павле I Петрович 29. новембра 1796, а замијенио је дотадашњи чин генерал-аншефа.
Обраћало му се са „Ваше високопревасходство“.
Генерал коњице је по дужности могао бити генерал-инспектор коњице, командујући војске војног округа или командант велике војне формације (корпуса, армије, фронта).
Чин је укинут декретом Совјета народних комесара 16. новембра 1917. године.